# Prehnit
Prehnitul este un filosilicat de calciu și aluminiu cu formula chimică Ca2Al(AlSi3O10)(OH)2. Acesta cristalizează în sistemul de cristalizare ortorombic, și, de obicei, habitusul său este stalactitic sau botroidal.